# Juan Píriz
Juan Emilio Píriz (ur. 17 maja 1902 w Montevideo, zm. 23 marca 1946 tamże) – piłkarz urugwajski noszący przydomek Guitarrita, napastnik.
Píriz wchodził w skład reprezentacji podczas Igrzysk Olimpijskich w 1928 roku, gdzie Urugwaj zdobył złoty medal. Píriz zagrał w dwóch meczach – w ćwierćfinale z Niemcami i w decydującej o złotym medalu powtórce z Argentyną.
Jako piłkarz klubu Defensor Sporting wziął udział w turnieju Copa América 1935, gdzie Urugwaj zdobył mistrzostwo Ameryki Południowej. Píriz zagrał w dwóch meczach – z Peru (w drugiej połowie zastąpił go José Alberto Taboada) i Chile.
Nadal jako gracz klubu Defensor wziął udział w turnieju Copa América 1937, gdzie Urugwaj zajął czwarte miejsce. Píriz zagrał w czterech meczach – z Peru wszedł w drugiej połowie, zastępując Braulio Castro i zdobył bramkę, z Chile na 5 minut przed końcem wyrzucony został z boiska przez argentyńskiego sędziego José Bartolomé Macíasa, przechodząc do historii futbolu jako pierwszy piłkarz, który otrzymał czerwoną kartkę, z Brazylią w drugiej połowie zastąpił Adelaido Camaitíego i też zdobył bramkę, z Argentyną także zastąpił Camaitíego (ale już w 19 minucie) i zdobył swą trzecią bramkę w turnieju.
Píriz jest najskuteczniejszym strzelcem w historii klubu Defensor – w 326 meczach zdobył 98 bramek. Grał także w klubie Club Nacional de Football.
Od 30 sierpnia 1928 roku do 12 października 1938 roku Píriz rozegrał w reprezentacji Urugwaju 14 meczów i zdobył 5 bramek.